# National Basketball Association
A National Basketball Association (röviden NBA, magyarul: Nemzeti Kosárlabda Szövetség) észak-amerikai profi kosárlabdaliga, a világ legjelentősebb férfi kosárlabda-bajnoksága.
A ligát New Yorkban alapították 1946. június 6-án Basketball Association of America (Amerikai Kosárlabda Szövetség) néven. Jelenlegi nevét a rivális National Basketball League-gel (Nemzeti Kosárlabda Liga) való egyesülés után kapta. A liga nemzetközi és belső hivatalait a New York-i központból irányítják. Az NBA a USA Basketball (USAB) tagja, amelyet elismer a FIBA, mint az Egyesült Államok kosárlabda-szövetsége.
Az NBA egy-egy idénye két részből áll, az alapszakaszból és a rájátszásból. Az alapszakaszban minden csapat 82 mérkőzést játszik, mindkét főcsoportból automatikusan hat, összesen nyolc csapat jut a rájátszásba. Az NBA játékosai a világ legjobban fizetett sportolói.
Észak-Amerikában bevételt tekintve az NBA a harmadik leggazdagabb sportliga, a National Football League (NFL) és a Major League Baseball (MLB) mögött, míg a világon a negyedik.
A címvédő az Oklahoma City Thunder, miután a 2025-ös döntőben legyőzték az Indiana Pacers csapatát, 4–3 arányban.

## Története

### 1946–1956: a BAA és az NBL egyesülése
A Basketball Association of America-t 1946-ban alapították meg jégkorongaréna-tulajdonosok az Egyesült Államok északkeleti és középnyugati területein, illetve Kanadában. 1946. november 1-én Torontóban a Toronto Huskies játszott egy mérkőzést a New York Knickerbockers ellen a Maple Leaf Gardens stadionban, amire az NBA napjainkban az első NBA-mérkőzésként tekint. Az első pontot Ossie Schectman (Knickerbockers) szerezte. Ugyan korábban már megpróbáltak profi kosárlabda-bajnokságokat alapítani az országokban, mint a American Basketball League és az NBL, de a BAA volt az első, ami első sorban nagy arénákban indította el működését. Az első években a játék minősége nem volt sokkal jobb, mint a rivális ligákban vagy, mint az olyan független kluboknál, mint a Harlem Globetrotters. Például az 1948-as ABL-döntős Baltimore Bullets a BAA-be költözött és azonnal elnyerték az 1948-as címet, míg az 1948-as NBL-bajnok Minneapolis Lakers az 1949-es BAA-címet. Az 1948–1949-es szezonban NBL csapatok Fort Wayne-ből, Indianapolis-ból, Minneapolis-ból és Rochesterből leszerződtek a BAA-vel, amivel az bebetonozta a helyét, mint az első számú profi liga.

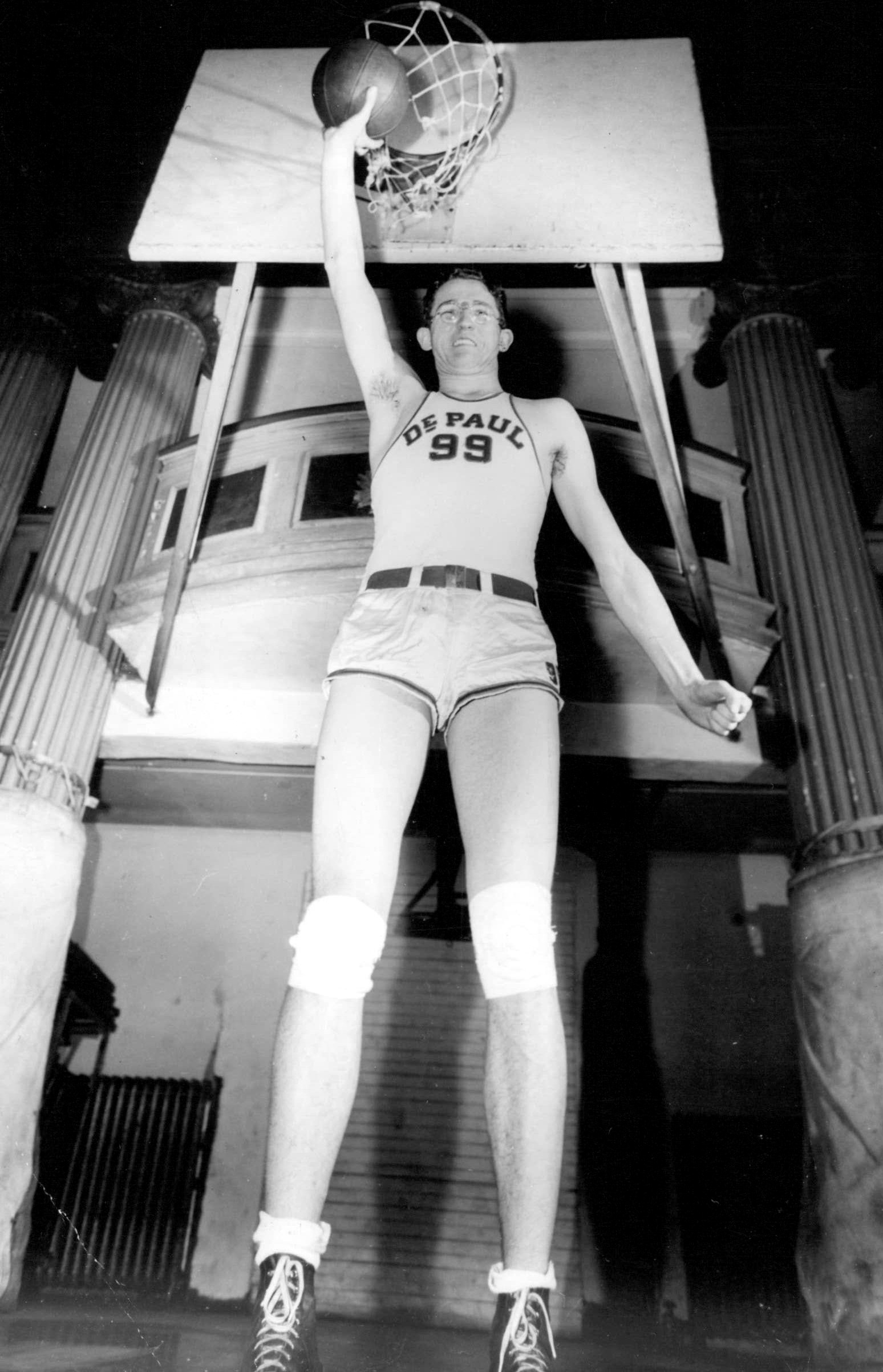
Az NBA első nagy sztárja, George Mikan 1945-ben

1949. augusztus 3-án a fennmaradó NBL-csapatok (Syracuse, Anderson, Tri-Cities, Sheboygan, Denver és Waterloo) egyesült a BAA-vel. Ugyan az egyesülés során teljesen megmaradt a BAA vezetősége, például Maurice Podoloff maradt az elnök, a nevet jogi okokból megváltoztatták National Basketball Associationre. A napjainkig az NBA a BAA-t tekinti elődjének. Napjainkban már ligabővítésnek tekinti az NBA az NBL-csapatok érkezését és nem tekinti sajátjának az NBL statisztikáit.
Az új ligában 17 csapat volt, nagyobb és kisebb városokban, illetve nagyobb és kisebb arénákban vagy edzőtermekben. 1950-re az NBA-ben már csak 11 csapat maradt, a méretbeli csökkenési folyamat az 1954–1955-ös szezonig tartott, mikor a legkisebb volt a bajnokság a történetében, nyolc csapattal: a New York Knicks, a Boston Celtics, a Philadelphia Warriors, a Minneapolis Lakers, a Rochester Royals, a Fort Wayne Pistons, a Milwaukee Hawks és a Syracuse Nationals, amik napjainkig is szerepelnek az NBA-ben, csak más néven. A liga méretének csökkenése során a kisvárosi csapatok nagyvárosokba költöztek: a Hawks a Tri-Cities-ből Milwaukee-ba 1951-ben, majd Saint Louis-ba 1955-ben, a Royals Rochesterből Cincinnatibe 1957-ben, illetve a Pistons Fort Wayne-ből Detroitba 1957-ben.
A japán-amerikai Vataru Miszaka lett az első nem fehér játékos az NBA történetében az 1947–1948-as szezonban, mikor pályára lépett a New York Knicks színeiben. 1950-ig ő maradt az egyetlen nem fehér játékos a ligában, mikor a Washington Capitols leszerződtette Harold Huntert, egy afroamerikai játékost. Hunter szerződését az edzőtábor idején felbontotta a csapat, de több afroamerikai játékos is pályára lépett abban a szezonban, mint Chuck Cooper (Celtics), Nathaniel Clifton (Knicks) és Earl Lloyd (Capitols). Ebben az időszakban a George Mikan-vezette Minneapolis Lakers öt bajnoki címet nyert meg és bebetonozta magát, mint az NBA legjobb csapata és első dinasztiája. Azzal a céllal, hogy felgyorsítsák a játék tempóját, az NBA 1954-ben bevezette a 24 másodperces támadóidőt.

### 1956–1979: a Celtics dominanciája, a liga bővítése és rivális bajnokságok
1957-ben az újonc Bill Russell csatlakozott a Boston Celtics csapatához, aminek már tagja volt Bob Cousy irányító és Red Auerbach edző. A következő tizenhárom szezonban a Celtics 11 bajnoki címet nyert el, amiből nyolc sorozatban egymás után volt. Wilt Chamberlain 1959-ben érkezett a ligába, a Warriors csapatába és az 1960-as évek legdominánsabb játékosa lett, megdöntve az egy meccsen legtöbb szerzett pont (100) és lepattanó rekordjait (55). Russell és Chamberlain rivalizálását az amerikai csapatsportok egyik legnagyobbjának tekintik.

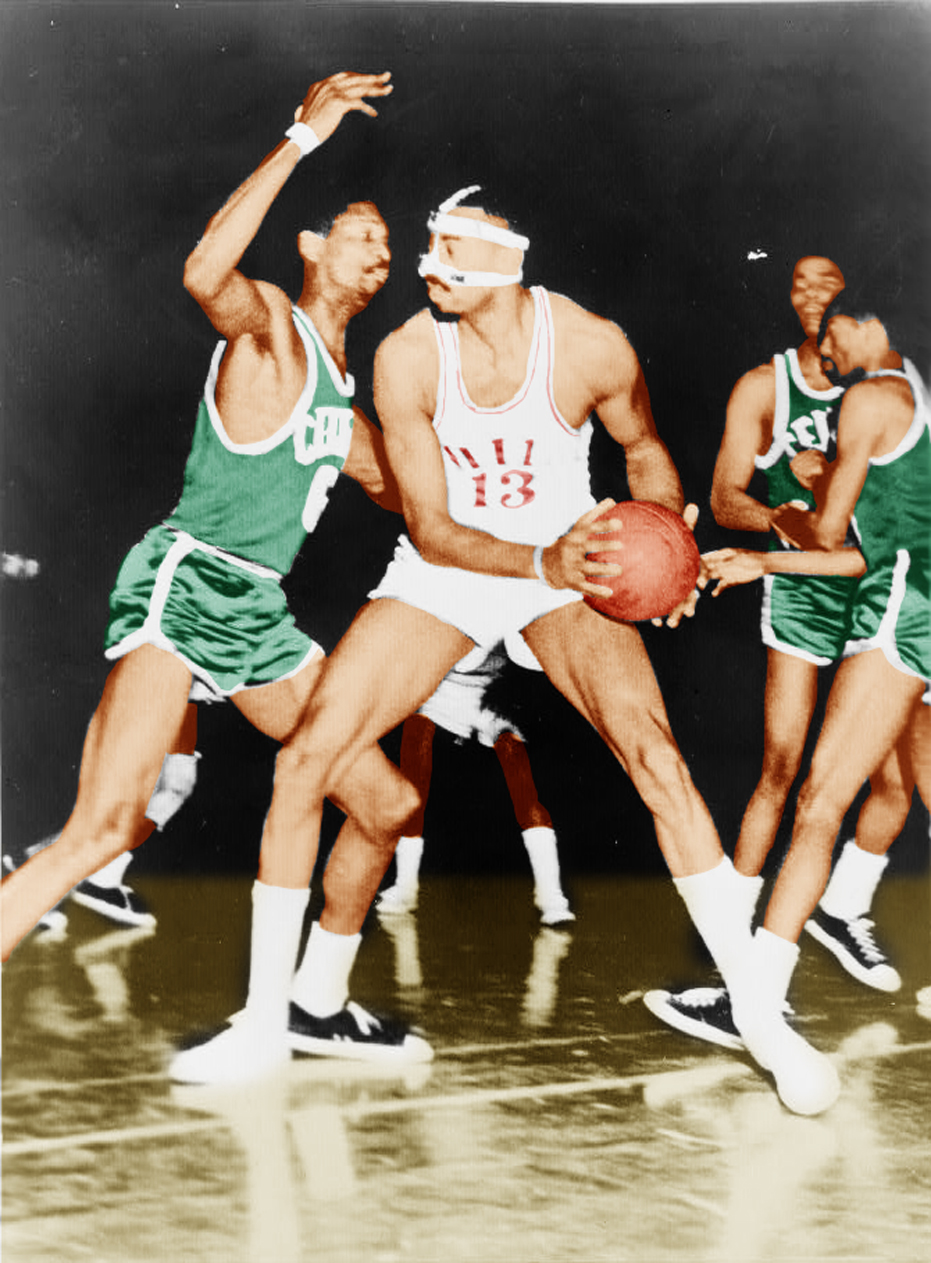
Bill Russell (balra) és Wilt Chamberlain (középen) az 1960-as évek domináns párosa

Az 1960-as éveket a Celtics dominálta. Russell, Cousy, és Auerbach vezetésével a bostoni csapat 1959 és 1966 között sorozatban nyolc címet nyert el, ami az NBA történetének leghosszabb sorozata. 1967-ben nem voltak sikeresek, de a következő évben visszaszerezték címüket, majd megismételték azt 1969-ben. Az 1960-as években ezzel a lehetséges tízből kilenc bajnoki címet nyertek el.
Ebben az időszakban az NBA evolúciója folytatódott, a Minneapolis Lakers Los Angeles-be költözött, a Philadelphia Warriors San Franciscó-ba, a Syracuse Nationals Philadelphiába és a St. Louis Hawks Atlantába, míg új csapatokkal is bővítették a ligát. A Chicago Packers (napjainkban: Washington Wizards) lett a kilencedik NBA-csapat 1961-ben. 1966 és 1968 között a ligába öt új csapat érkezett: a Chicago Bulls, a Seattle SuperSonics (napjainkban: Oklahoma City Thunder), a San Diego Rockets (négy évvel később Houstonba költözött), a Milwaukee Bucks és a Phoenix Suns.
1967-ben az NBA dominanciáját veszélybe helyezte az American Basketball Association (ABA) megalapítása. Ugyan nagy volt a versengés a két bajnokság között a legjobb játékosok leigazolására, az NBA sikeresen megszerezte az éra legtehetségesebb egyetemi játékosát, Kareem Abdul-Jabbart (akkor Lew Alcindor). Viszont elvesztették a liga pontkirályát, Rick Barry-t, aki négy évre az ABA-be igazolt, veterán játékvezetők Norm Druckerrel, Earl Strommal, John Vanakkal és Joe Gushue-val együtt.
1969-ben Alan Siegel, aki megtervezte a Major League Baseball logóját az előző évben, elkészítette a modern NBA jelképét, amit az MLB-logó inspirált. A piros és kék háttéren Jerry West sziluettje látható, Wen Roberts fényképe alapján. Ennek ellenére az NBA soha nem ismerte el hivatalosan, hogy West szerepel a logón. 1971-ben használták először és azóta (kisebb változásokkal) a liga ikonikus jelképe.
Az ABA sikeres volt néhány tehetséges játékos leszerződtetésében az 1970-es években, mint például Julius Erving. Ennek fő oka az volt, hogy a csapatok igazolhattak olyan játékosokat, akik még nem végezték el egyetemi tanulmányaikat. 1974-re között az NBA-ben már 18 csapat szerepelt. 1970-ben megérkezett a Portland Trail Blazers, a Cleveland Cavaliers és a Buffalo Braves (napjainkban: Los Angeles Clippers). A New Orleans Jazz (napjainkban: Utah Jazz) 1974-ben érkezett, amivel 18 csapata lett a ligának. Az 1976-os szezon végén az NBA megegyezett az ABA-vel, aminek értelmében négy ABA-csapat csatlakozott az NBA-hez: a San Antonio Spurs, a Denver Nuggets, az Indiana Pacers és a New York Nets (napjainkban: Brooklyn Nets). Az időszak legnagyobb sztárjai Abdul-Jabbar, Barry, Dave Cowens, Erving, Elvin Hayes, Walt Frazier, Moses Malone, Artis Gilmore, George Gervin, Dan Issel és Pete Maravich voltak. Az évtized végén az érdeklődés a liga iránt csökkent, a nézettség és drogproblémák miatt az egész bajnokság veszélybe került.

### 1979–1998: népszerűség világszerte

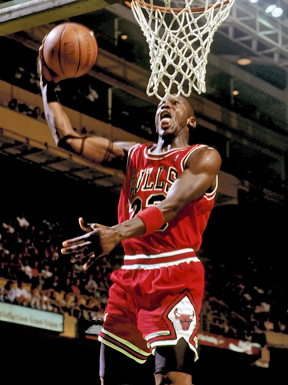
Michael Jordan 1987-ben

A liga 1979-ben vezette be a hárompontost, amit az ABA-től vettek át. Ugyanebben az évben Larry Bird és Magic Johnson újoncok leszerződtek a Boston Celtics és a Los Angeles Lakers csapataival, ami növelte az érdeklődést a liga iránt. A páros egymás ellen játszott az 1979-es egyetemi NCAA-döntőben, majd később háromszor is megmérkőztek az NBA-döntőben (1984, 1985 és 1987). Az 1980-as években Johnson vezetésével ötször lett bajnok a Lakers, míg Bird és a Celtics háromszor nyert. Az évtized elején az NBA-be érkezett a Dallas Mavericks, így már 23 csapat szerepelt. Később Larry Bird megnyerte az első hárompontos-versenyt. 1984. február 1-én David Stern lett az NBA biztosa, akinek később nagy szerepe volt az NBA népszerűségének növelésében.
Michael Jordan 1984-ben érkezett meg a ligába, a Chicago Bulls színeiben. 1988-ban és 1989-ben négy város is NBA-csapatot kapott: bemutatkozott a Charlotte Hornets, a Miami Heat, az Orlando Magic és a Minnesota Timberwolves. A Detroit Pistons 1989-ben ls 1990-ben is bajnok lett Isiah Thomas irányító vezetésével. Jordannel és Scottie Pippennel az élen a Bulls kétszer is sorozatban három bajnoki címet nyert 1991 és 1998 között. Hakeem Olajuwon ismételni tudott a Houston Rockets színeiben (1994 és 1995).
Az 1992-es olimpiára összeállított Dream Team csapatban, az első keret, ahol NBA-játékosok is szerepelhettek, játszott Jordan, Bird, Johnson, David Robinson, Patrick Ewing, Pippen, Clyde Drexler, Karl Malone, John Stockton, Chris Mullin, Charles Barkley és NCAA-sztár Christian Laettner. A csapatot beiktatták a Naismith Memorial Basketball Hall of Fame-be, míg a csapat 11 játékosa (a tizenkettőből) egyénileg is helyet kapott, a négyből három edzővel együtt. 1995-ban az NBA-be érkeztek kanadai csapatok, a Vancouver Grizzlies és a Toronto Raptors. 1996-ban hozták létre a női ligát, a Women’s National Basketball Associationt.

### 1998–2014: a Lakers és Spurs dinasztiák

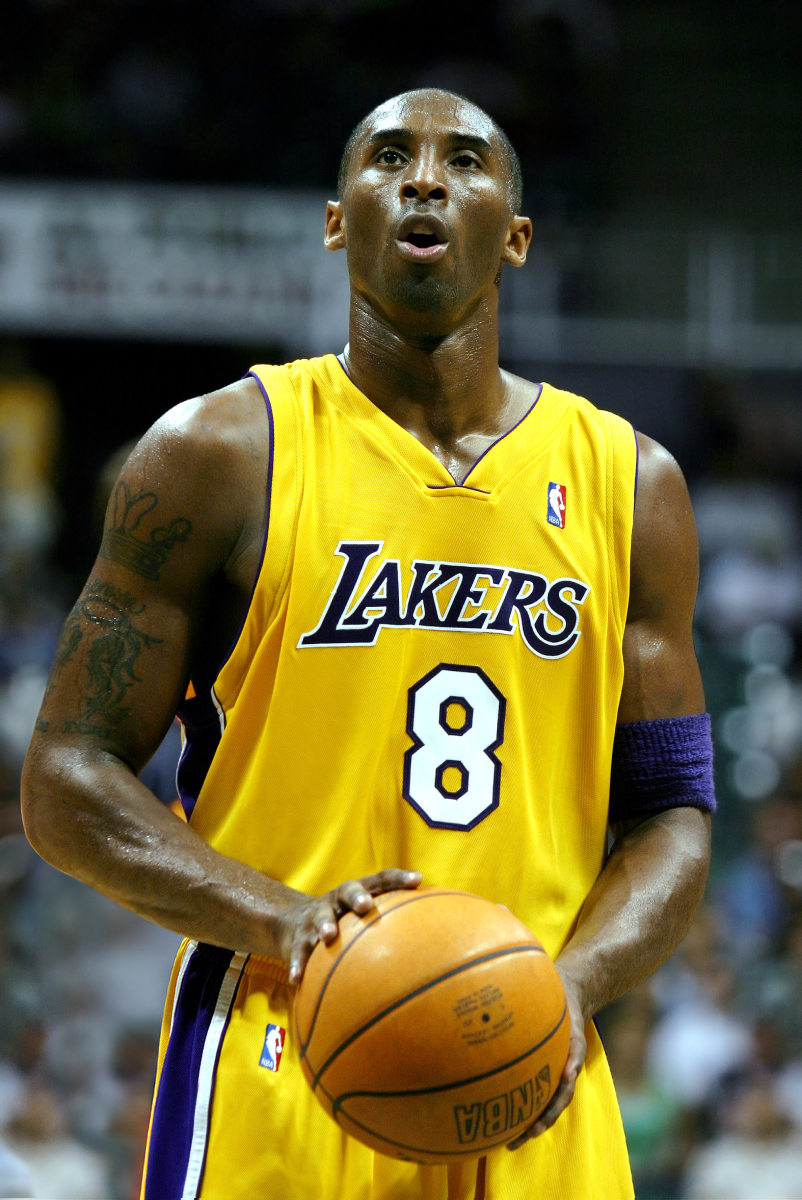
Kobe Bryant, az NBA történetének egyik legjobb játékosa, 2005-ben, már háromszoros NBA-bajnokként

1998-ban az NBA tulajdonosai kezdeményezték a liga felfüggesztését, amíg meg nem tudtak egyezni az új Collective Bargaining Agreementben, aminek következtében csak a szezon felét játszották le. A San Antonio Spurs nyerte meg a bajnoki címet azon szezon végén, amivel az első volt ABA-csapat lett, amelyik bajnok tudott lenni.
A Chicago Bulls bajnoki keretének 1998-as feloszlatása után a nyugati főcsoport volt a domináns régió közel két évtizedig (2018-ig a bajnoki címek közül tizennégyet nyugati főcsoportból nyert meg egy csapat). A következő 16 szezonban a Phil Jackson irányította Los Angeles Lakers és a Gregg Popovich vezette San Antonio Spurs egyike 13 alkalommal ott volt a döntőben, 10 bajnoki címmel. Tim Duncan és David Robinson elnyerte az 1999-es bajnoki címet a Spurs csapatával, majd 2000-től három évig csak Shaquille O’Neal és Kobe Bryant párosa nyert a Los Angeles Lakersszel. A Spurs vissza tudta szerezni a címet 2003-ban, mielőtt a Lakers visszatért a döntőbe és kikapott a Detroit Pistons ellen.
A liga imidzsét kicsit rontotta egy incidens rajongók és a játékosok között 2004 novemberében az Indiana Pacers és a Detroit Pistons csapatai között, ahol az arénában egy nagyobb verekedés tört ki. A játékosokat összesen 146 meccsre és 11 millió dollárra büntették.

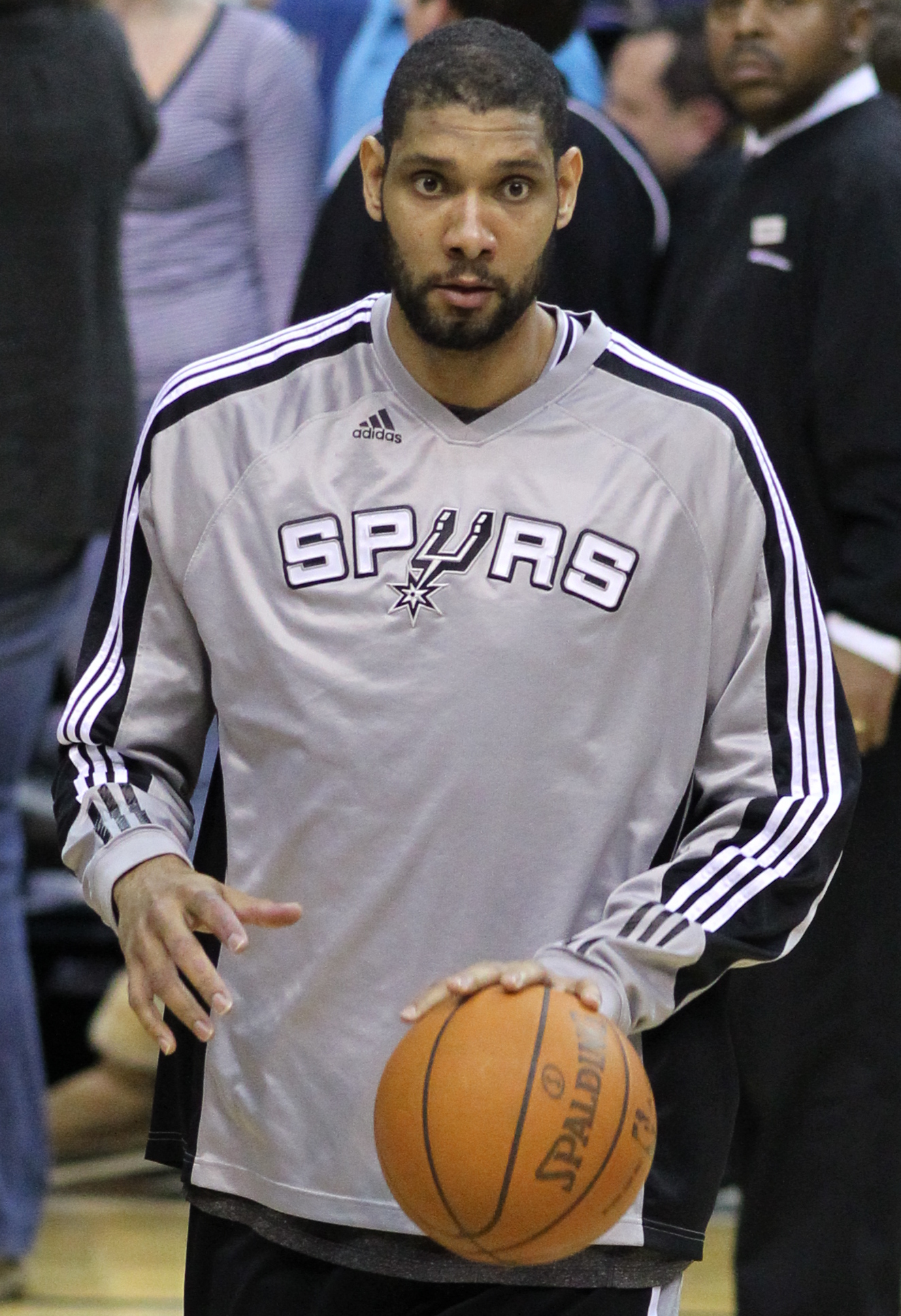
Tim Duncan, a Spurs-dinasztia egyik legfontosabb játékosa

2005. május 19-én David Stern tanúskodott az Egyesült Államok Képviselőházának reformbizottsága előtt arról, hogy az NBA milyen módon fog ellenállni a szteroid használatnak. Az NBA 1983-ban kezdte meg a programot, amit 1999-ben továbbfejlesztett. Az 1999–2000-es szezonban minden játékost leteszteltek az edzőtáborban és az újoncokat még háromszor az alapszakaszban. A hat szezon által elvégzett 4200 teszten csak három játékos bukott meg, akiket azonnal eltiltottak.
Miután a Spurs ismét bajnok lett 2005-ben, a 2006-os szezonban két olyan franchise jutott el a döntőig, akik korábban még nem is szerepeltek: a Miami Heat és a Dallas Mavericks. A bajnok a Dwyane Wade és Shaquille O’Neal vezette Heat lett. A Lakers és a Spurs dominanciája folytatódott 2007-ben. A Spurs négy mérkőzés alatt megverte a Cleveland Cavaliers-t, LeBron James csapatát. A 2008-as döntőben a legendás rivális Boston Celtics és Los Angeles Lakers szerepelt, a Celtics nyerte meg 17. bajnoki címét. A Lakers 2009 után ismételni tudott 2010-ben, az Orlando Magic és a Celtics ellen. A 2010-es All Star-gálát 108.713 néző előtt tartották, a Cowboys Stadionban.
Egy játékvezetők által kezdeményezett felfüggesztés megkezdődött 2009. szeptember 1-én, mikor a bírók és az NBA közötti szerződés lejárt. Az első előszezon mérkőzéseket 2009. október 1-én játszották le, helyettesített játékvezetőkkel. Az NBA és a szakszervezet 2009. október 13-án egyezett meg.
A 2010–2011-es szezon kezdetén LeBron James és Chris Bosh leszerződött a Miami Heat csapatához, hogy csatlakozzanak Dwyane Wade-hez. Megkezdődött a Heat dominanciája a keleti főcsoportban, sorozatban négy szezonban a döntőbe jutottak. 2011-ben a Dirk Nowitzki-vezette Dallas Mavericks megverte őket. 2012-ben és 2013-ban is bajnok lett a Heat, az Oklahoma City Thunder és a Spurs, de 2014-ben kikaptak az utóbbi franchise ellen.
A 2011–2012-es szezon ismét felfüggesztéssel kezdődött. Miután lemondták a szezon első heteit, a játékosok és a tulajdonosok 2011. december 8-án egyeztek meg az új CBA elfogadásában, amivel a szezont 66 mérkőzésre rövidítették. 2014. február 1-én David Stern 30 év után visszavonult az NBA-ből, helyére helyettese, Adam Silver érkezett.

### 2014–napjainkig: a Warriors dominanciája és a Covid19-évek
Négy szezon után LeBron James elhagyta a Heatet, hogy visszatérjen a Cleveland Cavaliers csapatába a 2014–2015-ös szezonra. Kyrie Irving és Kevin Love segítségével a második döntő-szerepléséhez vezette a csapatot. A Golden State Warriors legyőzte a csapatot, Stephen Curry és Klay Thompson vezetésével. A Cavaliers és a Warriors rekordnak számító négy alkalommal játszottak egymás ellen a döntőben sorozatban. A 2015–2016-os szezont a Warriors 73 győzelemmel zárta, ami a liga történetének legjobb teljesítménye volt. Ennek ellenére a Cavaliers 3–1-es hátrányból diadalmaskodni tudott a döntőben. Ez volt a clevelandi csapat első bajnoki címe. A 2016–2017-es szezonra a Warriors leszerződtette Kevin Durantet. A Warriors a 2017-es és a 2018-as döntőben is diadalmaskodott.

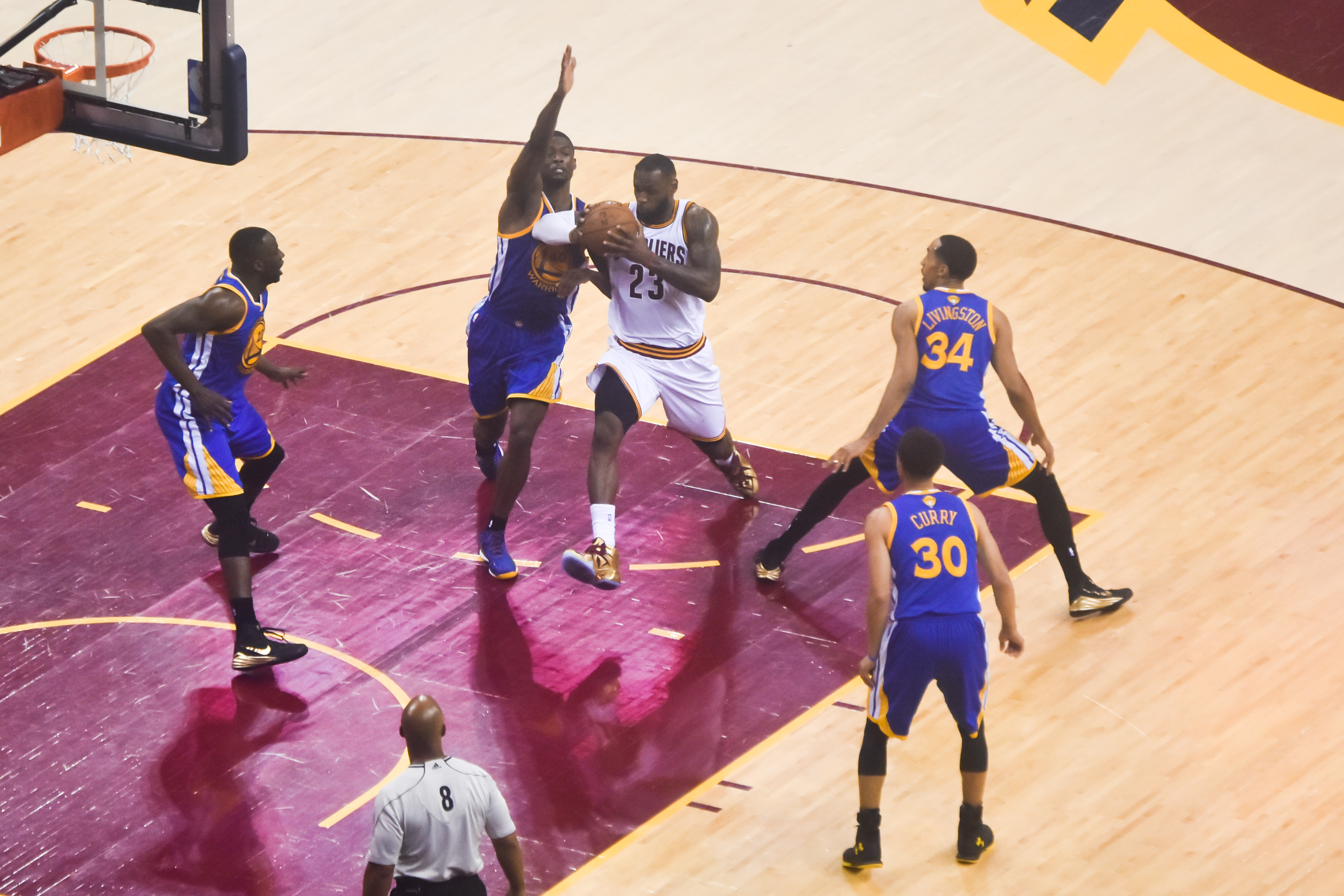
LeBron James (középen) a Golden State Warriors elleni 2016-os döntőben

James 2018-as távozása után a Cavaliers rájátszás-sorozata véget ért. A Warriors viszont vissza tért sorozatban ötödik szereplésére a 2019-es döntőben, de kikaptak a Toronto Raptors csapatától, akik első bajnoki címüket nyerték el, Kawhi Leonard vezetésével.
A 2019–2020-as szezont 2020. március 11-én felfüggesztették a Covid19-pandémia miatt, azt követően, hogy Rudy Gobert, a Utah Jazz játékosának tesztje pozitív lett. 2020. június 4-én az NBA Kormányzótanács úgy döntött, hogy újraindítják a szezont, mindössze 22 csapattal, a floridai Disney Worldben létrehozott buborékban. Ebben a szezonban vezették be először a Play-In torna formátumát a szezon végén.
Ebben az érában szinte folytonosan csökkent a nézettség az NBA-ben. 2012 és 2019 között a liga elvesztette nézőinek 40–45%-át. A 2020-as NBA-döntő első mérkőzését a Miami Heat és a Los Angeles Lakers között mindössze 7,41 millió néző tekintette meg az ABC csatornán, a The Hollywood Reporter adatai alapján. Ez legalább 1994 óta a legalacsonyabb nézőszám egy NBA-döntő mérkőzésen és ezek mellett egy 45%-os csökkenés volt a Golden State Warriors és a Toronto Raptors közötti 2019-es döntőhöz képest, ami 13,51 millió megtekintéssel rendelkezett, mindössze 15 hónappal korábban. Ennek az okát többen is a liga és a játékosai által vett politikai nézetekként jelölik meg, míg mások a csapatok által használt úgynevezett load managementet (mikor a csapatok a padra ültetik legjobb játékosaikat az alapszakaszban, hogy azok egészségesek legyenek a rájátszásra), a csapatok közötti egyenetlen tehetségeloszlását és a fiatalabb nézők elidegenítését nevezik meg.
A 2020–2021-es szezonban a Milwaukee Bucks a Phoenix Suns legyőzésével lettek bajnokok, megnyerve első bajnoki címűket 1971 óta. A következő évben a Golden State Warriors hatodjára is bajnok lett (hét év alatt negyedszerre), a Boston Celtics csapatát legyőzve a döntőben. A 2022–2023-as bajnok a Denver Nuggets lett, miután legyőzték a keleti főcsoportban nyolcadik helyezett Miami Heat csapatát 4–1-re. A 2023–2024-es szezon egy kupasorozat bevezetésével kezdődött, amit először a Los Angeles Lakers nyert meg.

## Alapszakasz
Az alapszakasz októberi kezdete előtt a csapatok általában felkészülést segítő edzőtáborokat tartanak, ilyenkor nyílik lehetőség a végleges 15 fős keret kialakítására. 
A ligát a könnyebb lebonyolítás érdekében 2 főcsoportra (conference) és ezeken belül 3-3 csoportra (division) osztották. Az alapszakaszban minden csapat 82 meccset játszik, négyet csoporttársaival, hármat főcsoporttársaival, illetve kettőt vagy hármat a másik főcsoport csapataival.
Az alapszakaszt februárban az All Star-gála szakítja meg. A gála több részből épül fel, sor kerül például hárompontos-dobó versenyre, zsákolóversenyre, mérkőzésre az újoncok és a másodévesek között, de a legnagyobb érdeklődés a szurkolók által összeállított csapatokkal felálló Kelet-Nyugat meccset kíséri, ahol a legjobb játékos megkapja az All-Star-meccs legértékesebb játékosának járó díjat (MVP). Nem sokkal az All-Star-gála után lezárul a játékosok igazolásának időszaka.
Az alapszakasz április végén ér véget. Ebben az időszakban kezdődnek meg a szavazások az átadható díjakért, kiosztják a Legjobb hatodik embernek, a Legjobb újoncnak, a Legtöbbet fejlődő játékosnak, a Legjobb védekező játékosnak, a Legjobb edzőnek, illetve az alapszakasz Legértékesebb játékosának járó címeket. 
Szintén ilyenkor állítják össze a szakemberek az NBA legjobb csapatát (All-NBA'), a legjobb védekező csapatot, a legjobb újonc csapatot.

### NBA-Kupa
2023-ban az NBA bevezetett egy egyenes kieséses tornát az alapszakasz közben. Az első kiírás győztese a Los Angeles Lakers volt.

## Rájátszás
Az NBA rájátszása késő áprilisban kezdődik, 8-8 résztvevővel mindkét főcsoportban. A párosítás az első hat helyen szigorúan az alapszakasz eredményei alapján történik, de az egyes csoportokat megnyerő csapatokat mindig az első négy helyen emelik ki. Az első a nyolcadikkal, a második a hetedikkel, a harmadik a hatodikkal, a negyedik az ötödikkel játszik, így elméletileg a jobb eredménnyel rendelkezők gyengébb csapatokkal kerülnek össze. Általában a magasabban rangsorolt csapatok kapják a pályaelőnyt (hét meccs esetén négyet otthon, hármat idegenben játszanak). 2020-tól megrendezik a Play-In tornát, amiben a hetedik és tizedik hely között végző négy csapat mérkőzik meg egymással, az utolsó két rájátszás-helyért. A nyolcadik és a hetedik helyezett egy győzelemmel is rájátszásba juthat, míg a kilencedik és tizedik csapatnak kettőn kell diadalmaskodnia.
A rájátszás egyenes kieséses formában zajlik, minden párosításban négy győzelem szükséges a továbbjutáshoz (tehát maximum hét mérkőzés). A kiemelést a további fordulókban nem változtatják, a párharcok vesztesei pedig mindenképpen kiesnek a küzdelmekből.
Az utolsó párharc, az NBA-döntő, a két főcsoport győztese között zajlik júniusban. A győztes csapat a Larry O'Brien bajnoki trófeát nyeri el, míg a csapat tagjai bajnoki gyűrűt kapnak. A döntőben legjobb teljesítményt nyújtó játékoshoz kerül a döntő legértékesebb játékosa cím.

## Győztesek
A  Boston Celtics nyerte a legtöbb bajnoki címet, 18-al rendelkezik. Második helyen a Los Angeles Lakers áll 17 címmel, míg a harmadik legsikeresebb NBA-csapat a Golden State Warriors (2 Philadelphiában, 4 Oaklandben) és a Chicago Bulls, amely franchise-ok hat címmel rendelkeznek (2 Philadelphiában, 2 Oaklandben). A San Antonio Spurs mind az öt bajnoki címét 1999 óta szerezte.
A leghosszabb ideig bajnoki címet nem nyerő csapat a Sacramento Kings, akik 1951 óta nem voltak sikeresek.
| Csapat                                                      | Gy. | V. | Össz. | Győztes év(ek)                                                                                       | Elvesztett döntők                                                                        |
| ----------------------------------------------------------- | --- | -- | ----- | --- | ---------------------------------------------------------------------------------------- |
| Minneapolis/Los Angeles Lakers                              | 17  | 15 | 32    | 1949, 1950, 1952, 1953, 1954, 1972, 1980, 1982, 1985, 1987, 1988, 2000, 2001, 2002, 2009, 2010, 2020 | 1959, 1962, 1963, 1965, 1966, 1968, 1969, 1970, 1973, 1983, 1984, 1989, 1991, 2004, 2008 |
| Boston Celtics                                              | 17  | 5  | 22    | 1957, 1959, 1960, 1961, 1962, 1963, 1964, 1965, 1966, 1968, 1969, 1974, 1976, 1981, 1984, 1986, 2008 | 1958, 1985, 1987, 2010, 2022                                                             |
| Philadelphia/San Francisco/Golden State Warriors            | 7   | 5  | 12    | 1947, 1956, 1975, 2015, 2017, 2018, 2022                                                             | 1948, 1964, 1967, 2016, 2019                                                             |
| Chicago Bulls                                               | 6   | 0  | 6     | 1991, 1992, 1993, 1996, 1997, 1998                                                                   | —                                                                                        |
| San Antonio Spurs                                           | 5   | 1  | 6     | 1999, 2003, 2005, 2007, 2014                                                                         | 2013                                                                                     |
| Syracuse Nationals/Philadelphia 76ers                       | 3   | 6  | 9     | 1955, 1967, 1983                                                                                     | 1950, 1954, 1977, 1980, 1982, 2001                                                       |
| Fort Wayne/Detroit Pistons                                  | 3   | 4  | 7     | 1989, 1990, 2004                                                                                     | 1955, 1956, 1988, 2005                                                                   |
| Miami Heat                                                  | 3   | 3  | 6     | 2006, 2012, 2013                                                                                     | 2011, 2014, 2020                                                                         |
| New York Knicks                                             | 2   | 6  | 8     | 1970, 1973                                                                                           | 1951, 1952, 1953, 1972, 1994, 1999                                                       |
| Seattle SuperSonics/Oklahoma City Thunder                   | 2   | 3  | 5     | 1979, 2025                                                                                           | 1978, 1996, 2012                                                                         |
| Houston Rockets                                             | 2   | 2  | 4     | 1994, 1995                                                                                           | 1981, 1986                                                                               |
| Milwaukee Bucks                                             | 2   | 1  | 3     | 1971, 2021                                                                                           | 1974                                                                                     |
| Cleveland Cavaliers                                         | 1   | 4  | 5     | 2016                                                                                                 | 2007, 2015, 2017, 2018                                                                   |
| St. Louis/Atlanta Hawks                                     | 1   | 3  | 4     | 1958                                                                                                 | 1957, 1960, 1961                                                                         |
| Baltimore/Washington Bullets (jelenleg: Washington Wizards) | 1   | 3  | 4     | 1978                                                                                                 | 1971, 1975, 1979                                                                         |
| Portland Trail Blazers                                      | 1   | 2  | 3     | 1977                                                                                                 | 1990, 1992                                                                               |
| Dallas Mavericks                                            | 1   | 1  | 2     | 2011                                                                                                 | 2006                                                                                     |
| Baltimore Bullets (eredeti) (megszűnt: 1954)                | 1   | 0  | 1     | 1948                                                                                                 | —                                                                                        |
| Rochester Royals (jelenleg: Sacramento Kings)               | 1   | 0  | 1     | 1951                                                                                                 | —                                                                                        |
| Toronto Raptors                                             | 1   | 0  | 1     | 2019                                                                                                 | —                                                                                        |
| Denver Nuggets                                              | 1   | 0  | 1     | 2023                                                                                                 | —                                                                                        |
| Phoenix Suns                                                | 0   | 3  | 3     | — | 1976, 1993, 2021                                                                         |
| Utah Jazz (korábban: New Orleans Jazz)                      | 0   | 2  | 2     | — | 1997, 1998                                                                               |
| New Jersey Nets (jelenleg: Brooklyn Nets)                   | 0   | 2  | 2     | — | 2002, 2003                                                                               |
| Orlando Magic                                               | 0   | 2  | 2     | — | 1995, 2009                                                                               |
| Indiana Pacers                                              | 0   | 2  | 2     | — | 2000, 2025                                                                               |
| Chicago Stags (megszűnt: 1950)                              | 0   | 1  | 1     | — | 1947                                                                                     |
| Washington Capitols (megszűnt: 1951)                        | 0   | 1  | 1     | — | 1949                                                                                     |

Jelenlegi csapatok, akik nem szerepeltek még NBA-döntőben:
- Charlotte Hornets (korábban: Charlotte Bobcats)
- Los Angeles Clippers (korábban: Buffalo Braves, San Diego Clippers)
- Memphis Grizzlies (korábban: Vancouver Grizzlies)
- Minnesota Timberwolves
- New Orleans Pelicans (korábban: New Orleans Hornets, New Orleans/Oklahoma City Hornets)

## Csapatok

### Keleti főcsoport
| Csoport   | Csapat              | Színek | Hazai pálya           | Alapítva | Bajnoki gyűrű | Utolsó bajnoki cím |
| --------- | ------------------- | ------ | --------------------- | -------- | ------------- | ------------------ |
| Atlanti   | Boston Celtics      |        | TD Garden             | 1946     | 18            | 2024               |
| Atlanti   | Brooklyn Nets       |        | Barclays Center       | 1967     | 0             |                    |
| Atlanti   | New York Knicks     |        | Madison Square Garden | 1946     | 2             | 1973               |
| Atlanti   | Philadelphia 76ers  |        | Wells Fargo Center    | 1939     | 3             | 1983               |
| Atlanti   | Toronto Raptors     |        | Scotiabank Arena      | 1995     | 1             | 2019               |
| Központi  | Chicago Bulls       |        | United Center         | 1966     | 6             | 1998               |
| Központi  | Cleveland Cavaliers |        | Rocket Arena          | 1970     | 1             | 2016               |
| Központi  | Detroit Pistons     |        | Little Caesars Arena  | 1941     | 3             | 2004               |
| Központi  | Indiana Pacers      |        | Gainbridge Fieldhouse | 1967     | 0             |                    |
| Központi  | Milwaukee Bucks     |        | Fiserv Forum          | 1968     | 2             | 2021               |
| Délkeleti | Atlanta Hawks       |        | State Farm Arena      | 1946     | 1             | 1958               |
| Délkeleti | Charlotte Hornets   |        | Spectrum Center       | 1988     | 0             |                    |
| Délkeleti | Miami Heat          |        | Kaseya Center         | 1988     | 3             | 2013               |
| Délkeleti | Orlando Magic       |        | Kia Center            | 1989     | 0             |                    |
| Délkeleti | Washington Wizards  |        | Capital One Arena     | 1961     | 1             | 1978               |

### Nyugati főcsoport
| Csoport        | Csapat                 | Színek | Hazai pálya              | Alapítva | Bajnoki gyűrű | Utolsó bajnoki cím |
| -------------- | ---------------------- | ------ | ------------------------ | -------- | ------------- | ------------------ |
| Délnyugati     | Dallas Mavericks       |        | American Airlines Center | 1980     | 1             | 2011               |
| Délnyugati     | Houston Rockets        |        | Toyota Center            | 1967     | 2             | 1995               |
| Délnyugati     | Memphis Grizzlies      |        | FedExForum               | 1995     | 0             |                    |
| Délnyugati     | New Orleans Pelicans   |        | Smoothie King Center     | 2002     | 0             |                    |
| Délnyugati     | San Antonio Spurs      |        | Frost Bank Center        | 1967     | 5             | 2014               |
| Északnyugati   | Denver Nuggets         |        | Ball Arena               | 1967     | 0             | 2023               |
| Északnyugati   | Minnesota Timberwolves |        | Target Center            | 1989     | 0             |                    |
| Északnyugati   | Oklahoma City Thunder  |        | Paycom Center            | 1967     | 1             | 1979               |
| Északnyugati   | Portland Trail Blazers |        | Moda Center              | 1970     | 1             | 1977               |
| Északnyugati   | Utah Jazz              |        | Delta Center             | 1974     | 0             |                    |
| Csendes-óceáni | Golden State Warriors  |        | Chase Center             | 1946     | 7             | 2022               |
| Csendes-óceáni | Los Angeles Clippers   |        | Intuit Dome              | 1970     | 0             |                    |
| Csendes-óceáni | Los Angeles Lakers     |        | Crypto.com Arena         | 1946     | 17            | 2020               |
| Csendes-óceáni | Phoenix Suns           |        | PHX Arena                | 1968     | 0             |                    |
| Csendes-óceáni | Sacramento Kings       |        | Golden 1 Center          | 1945     | 1             | 1951               |

1. 1 2 3 4  Az Indiana Pacers, a New York Nets, a San Antonio Spurs és a Denver Nuggets 1976-ban csatlakozott az NBA-hez, amikor az NBA és az ABA összeolvadt egy ligába.
2. ↑  A Syracuse Nationals és a Tri-Cities Blackhawks 1949-ben csatlakozott az NBA-hez, mikor a BAA-t és a NBL-t összeolvasztották egy ligába.
3. 1 2 3  A Fort Wayne Pistons, a Minneapolis Lakers és a Rochester Royals 1948-ban csatlakozott az NBA-hez (akkor még BAA) az NBL-ből.
4. 1 2  A mai Charlotte Hornets hivatalosan is megörökölte az eredeti Charlotte Hornets franchise történelmét, mikor 2004-ben újraalapították a csapatot Bobcats néven. Az eredeti Hornets 2002-ben New Orleans Hornets néven költözött Louisianába. A New Orleans-i csapatot 2002-ben alapított franchise-nak tekintik.

## Fontos személyek

### Elnökök és biztosok
- Maurice Podoloff, elnök (1946–1963)
- Walter Kennedy, elnök (1963–1967) és biztos (1967–1975)
- Larry O’Brien, biztos (1975–1984)
- David Stern, biztos (1984–2014)
- Adam Silver, biztos (2014–napjainkig)

### Játékosok
- Az NBA történetének 75 legnagyobb játékosa
- Az NBA történetének 50 legnagyobb játékosa
- NBA csapatainak játékoskeretei

### Külföldi játékosok
Dražen Petrović és sikeres karrierjeit követően az 1980-as években egyre több nemzetközi játékos csatlakozott az NBA-hez. A következő listán olyan nemzetközi játékosok szerepelnek, akik elnyertek NBA-díjakat vagy elismert játékosok lettek karrierjük során:
- Dražen Petrović, Horvátország – beiktatva a Naismith Memorial Basketball Hall of Fame-be (2002), Euroscar Az év játékosa (1986, 1989, 1992, 1993), Mr. Európa (1986, 1993), FIBA Világbajnokság MVP (1986), EuroBasket MVP (1989), kétszeres olimpiai ezüstérmes, Világbajnok, Európai bajnok, "50 Greatest EuroLeague Contributors" lista tagja
- Šarūnas Marčiulionis, Litvánia – beiktatva a Naismith Memorial Basketball Hall of Fame-be (2014). Első szovjet és egyike az első európai játékosoknak, aki aláírt szerződést egy NBA-csapattal.
- Toni Kukoč, Horvátország – háromszors NBA-bajnok a Chicago Bulls-zal (1996, 1997, 1998), Az év hatodik játékosa (1996), "50 Greatest EuroLeague Contributors" lista tagja
- Vlade Divac, Szerbia – kétszeres olimpiai ezüstérmes, NBA All Star (2001), kétszeres Világbajnok, háromszoros európai bajnok, 1989 Mr. Európa, "50 Greatest EuroLeague Contributors" lista tagja
- Arvydas Sabonis, Litvánia – beiktatva a Naismith Memorial Basketball Hall of Fame-be (2011), Euroscar Az év játékosa (1984, 1985, 1988, 1995, 1999), 1985, 1997 Mr. Európa, Olimpiai aranyérmes 1988-ban a Szovjetunióval, bronzérmes 1992-ben és 1996-ban Litvániával, NBA Első újonc csapat (1996), "50 Greatest EuroLeague Contributors" lista tagja
- Peja Stojaković, Szerbia – NBA-bajnok a Dallas Mavericksszel (2011), EuroBasket MVP (2001), 2002 FIBA Világbajnokság legjobb csapata, Euroscar-győztes (2001), 2001 és 2002 Mr. Európa, 2002 és 2003 NBA Three-Point Shootout-bajnok, háromszoros NBA All Star (draft: 1996, NBA-karrier kezdete: 1998)
- Dirk Nowitzki, Németország – NBA-bajnok a Dallas Mavericksszel (2011), 2002-es FIBA Világbajnokság MVP-je, EuroBasket MVP (2005), 2002 FIBA Világbajnokság legjobb csapata, 2002–Euroscar-győztes (2006, 2011), 2005 Mr. Európa, FIBA Az év európai játékosa (2005, 2011), NBA MVP (2007), 2011 NBA-döntő MVP (2011), 2006 NBA Three-Point Shootout-győztes, tizenháromszoros NBA All Star (NBA-karrier kezdete: 1998)
- Hedo Türkoğlu, Törökország – Legtöbbet fejlődött játékos (2008), 2010-es FIBA Világbajnokság legjobb csapata (NBA-karrier kezdete: 2000)
- Pau Gasol, Spanyolország – kétszeres NBA-bajnok a Los Angeles Lakers csapatával (2009 és 2010), hatszoros NBA All Star, NBA Az év újonca (2002), 2004 és 2009 Mr. Európa, 2006 FIBA Világbajnokság MVP, Euroscar és FIBA Az év európai játékosa (2008, 2009), EuroBasket 2009 MVP, NBA Citizenship-díj győztese 2012-ben (NBA-karrier kezdete: 2001)
- Andrej Kirilenko, Oroszország – NBA All Star (2004), EuroBasket MVP (2007), 2007-ben a FIBA év európai játékosa (draft: 1999, NBA-karrier: 2001–2011, 2012–2015)
- Tony Parker, Franciaország – négyszeres NBA-bajnok a Spurs csapatában, NBA-döntő MVP (2007), hatszoros All-Star, 2007 Euroscar-győztes (NBA-karrier kezdete: 2001)
- Manu Ginóbili, Argentína – négyszeres NBA-bajnok a Spurs csapatában, Az év hatodik embere (2008), kétszeres All-Star, "50 Greatest EuroLeague Contributors" lista tagja, olimpiai aranyérmes Argentínával (draft: 1999, NBA-karrier kezdete: 2002)
- Jao Ming, Kína – beiktatva a Naismith Memorial Basketball Hall of Fame-be (2016), első helyen választott játékos a 2002-es NBA-drafton, nyolcszoros NBA All Star (NBA-karrier: 2002–2011)
- Leandro Barbosa, Brazília – NBA-bajnok a Golden State Warriors csapatában (2015),[68] 2007-ben Az év hatodik embere (NBA-karrier kezdete: 2003)
- Andrea Bargnani, Olaszország – First pick in the 2006 NBA draft by the Toronto Raptors (NBA-karrier kezdete: 2006)
- Jánisz Antetokúnmpo, Görögország – 2019-ben és 2020-ban NBA MVP, Legtöbbet fejlődött játékos (2017), ötszörös All Star (NBA-karrier kezdete: 2013)
- Nikola Jokić – 2021-ben és 2022-ben NBA MVP, négyszeres All Star 2019–2022 között (NBA-karrier kezdete: 2015)

Ezen kívül szerepeltek olyan játékosok is az NBA-ben, akik ugyan külföldiek, de a ligába való érkezésük előtt egyetemi kosárlabdát már az Egyesült Államokban játszottak. Néhány példa:
- Hakeem Olajuwon, Nigéria: az 1984-es NBA-drafton első helyen választva, kétszeres NBA-bajnok (1994, 1995), tizenkétszeres All Star, 1994-es NBA MVP, kétszeres NBA-döntő MVP, kétszer az Év védekező játékosa (1994, 1995). Az egyetlen játékos, aki egy szezonban elnyerte az MVP, a döntő MVP és az Év védekező játékosa díjakat. Beiktatva a Naismith Memorial Basketball Hall of Fame-be (2008).
- Dikembe Mutombo, Kongó: négyszer az Év védekező játékosa, negyedik helyen választva az 1991-es NBA-drafton (Denver Nuggets), nyolcszoros NBA All Star
- Rik Smits, Hollandia: második helyen választott játékos az 1988-as NBA-drafton, NBA All Star (1998), 12 évig játszott az Indiana Pacers csapatában
- Detlef Schrempf, Németország: Az év hatodik embere (1991, 1992), háromszoros All Star.
- Steve Nash, Kanada: kétszeres NBA MVP (2005, 2006), nyolcszoros All Star.
- Luc Longley, Ausztrália: háromszoros NBA-bajnok a Bulls csapatával.
- Andrew Bogut, Ausztrália: a 2005-ös NBA-draft első helyen választott játékosa.
- Luol Deng, Szudán-Anglia: NBA Sportember-díj (2007), kétszeres All Star.
- Joel Embiid, Kamerun: NBA Első újonc csapat, kétszer All-Defensive Második csapat, kétszeres All Star.

A 2013–2014-es szezonban 92 (rekord sok) nemzetközi játékossal indult az NBA-idény, 39 különböző országot képviseltek és kitették a liga 20%-át. Az NBA azon játékosokat tekinti nemzetközinek, akik nem az Egyesült Államok 50 államának egyikében, vagy Washingtonban születtek.
- Játékosok, akik az Egyesült Államok külbirtokain születtek, mint Puerto Rico vagy az Amerikai Virgin-szigetek (ennek legismertebb példája az erőcsatár Tim Duncan), nemzetközi játékosoknak számítanak, annak ellenére, hogy születési jogon amerikai állampolgárok és az amerikai válogatott tagjai nemzetközi versenyeken (mint Duncan).
- Az Egyesült Államokban született játékosok, akik más válogatottban játszanak vagy van más állampolgárságuk, nem számítanak nemzetközinek. Erre példa Joakim Noah (Franciaország) és Kosta Koufos (Görögország)

## Díjak listája

### Egyéni
- All Star MVP
- Az év újonca
- Most Valuable Player
- Az év edzője
- Döntő MVP
- Az év ügyvezetője
- J. Walter Kennedy Citizenship-díj
- Az év védekező játékosa
- Az év hatodik embere
- Legtöbbet fejlődött játékos
- Sportember-díj
- Twyman–Stokes Az év csapattársa
- Életmű-díj
- Kareem Abdul-Jabbar Social Justice Champion Award

### Elismerések
- All-NBA csapatok
- All-Defensive csapatok
- Újonc csapatok

### Csapat
- Larry O’Brien Trófea
- Bob Cousy-trófea
- Oscar Robertson-trófea
- Nat Clifton-trófea
- Wayne Embry-trófea
- Earl Lloyd-trófea
- Willis Reed-trófea
- Sam Jones-trófea
- Chuck Cooper-trófea